# Rörelsen Enhet och heligt krig i Västafrika
Rörelsen Enhet och heligt krig i Västafrika, Mouvement pour le Tawhîd et du Jihad en Afrique de l'Ouest (Mujao) är en väpnad islamistgrupp som deltog i inbördeskriget i Azawadregionen i norra Mali 2012 – 2013.
Inför presidentvalet i Mali 2013 hotade man att angripa vallokaler, militärförläggningar och poliskontor. Detta hot realiserades dock aldrig.